# جودی گارلند
جودی گارلند (به انگلیسی: Judy Garland) (زادهٔ ۱۰ ژوئن ۱۹۲۲ – درگذشتهٔ ۲۲ ژوئن ۱۹۶۹) بازیگر و خواننده آمریکایی بود.
جودی گارلند برای بازی در فیلم ستاره ای زاده شده‌است نامزد جایزه اسکار نقش اول زن شد.
او به‌خاطر نقش‌آفرینی در فیلم‌های بسیاری از جمله جادوگر شهر اُز و بی‌تجربه‌ها شهرت یافت.
فیلم جودی محصول سال ۲۰۱۹ به کارگردانی روپرت گولد به داستان زندگی وی می‌پردازد. در این فیلم بازیگرانی همچون رنی زلوگر، فین ویتراک، جسی باکلی، روفس سوئل، مایکل گمبون، ریچارد کردری، بلا رمزی، رویس پیرسون، اندی نایمن ایفای نقش کرده‌اند.

## درگذشت
وی در ۲۲ ژوئن ۱۹۶۹ در سن ۴۷ سالگی به دلیل مصرف بیش از حد داروی افسردگی، در بلگریویا، لندن درگذشت.

## فیلم‌شناسی
- حباب‌ها (۱۹۳۰)
- نمایش فوتبال (۱۹۳۶)
- عشق اندی هاردی را می‌یابد (۱۹۳۸)
- جادوگر شهر از (۱۹۳۹)
- بی‌تجربه‌ها (۱۹۳۹)
- مرا در سنت لوئیس ملاقات کن (۱۹۴۴)
- ساعت (۱۹۴۵)
- تا زمانی که ابرها کنار بروند (۱۹۴۶)
- دزد دریایی (۱۹۴۸)
- رژه عید پاک (۱۹۴۸)
- ستاره‌ای زاده شده‌است (۱۹۵۴)
- محاکمه در نورنبرگ (۱۹۶۱)
- رنگین‌کمان (۱۹۷۸)